# Paramount Plaza
El Paramount Plaza (anomenat antigament Uris Building o 1633 Broadway) és un gratacel situat a Broadway, Nova York que alberga dos teatres de Broadway.

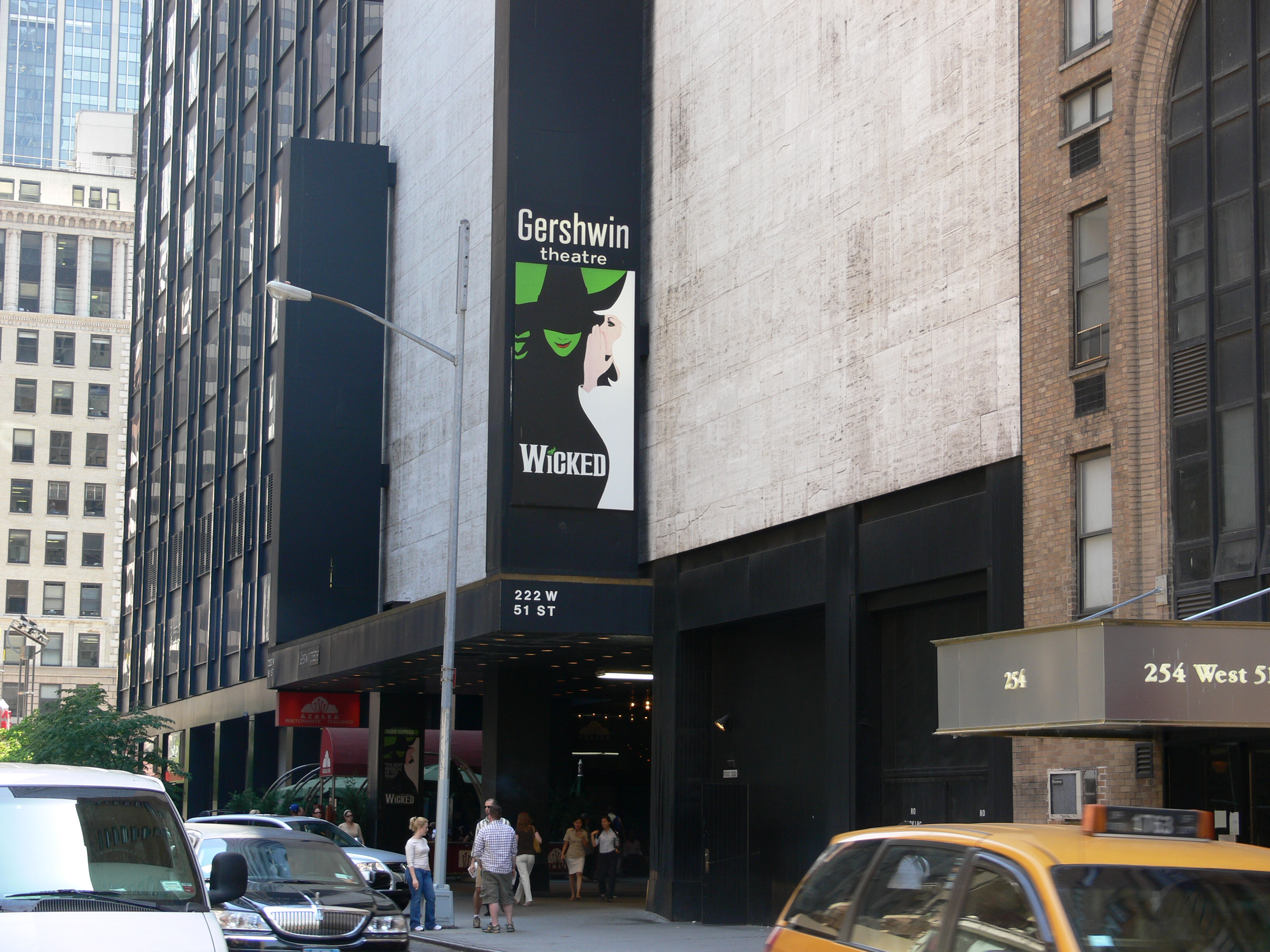
El Gershwin Theatre

L'octubre de 2007, ha estat classificat en 46a posició a la Llista dels 50 edificis més alts de Nova York.
L'edifici, concebut per Emery Roth and Sons, ha estat construït el 1970 pels germans Uris.